# Jelena Jurjewna Terechowa

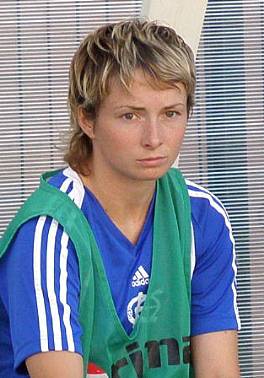
Terechowa bei Energija Woronesch (2010)

Jelena Jurjewna Terechowa (russisch Елена Юрьевна Терехова, engl. Transkription Elena Terekhova; * 5. Juli 1987 in Woronesch, Russische SFSR, Sowjetunion) ist eine russische Fußballspielerin. Die Stürmerin nahm mit der russischen Nationalmannschaft an den Europameisterschaften 2009 und 2013 teil.

## Sportlicher Werdegang
Terechowas erste Station im Erwachsenenbereich war 2005 Rjasan WDW, anschließend wechselte sie zu Spartak Moskau. Nach nur einer Spielzeit zog sie in die US-amerikanische Women’s Premier Soccer League zum FC Indiana weiter, kehrte aber wiederum nach nur einer Spielzeit nach Russland zum FK Rossijanka zurück. Dort gewann sie zweimal den Landespokal. 2010 wechselte sie zu Energija Woronesch, ehe sie 2012 zu Rjasan WDW zurückkehrte.
Als Juniorennationalspielerin trug Terechowa bei der U-19-Europameisterschaft 2005 an der Seite von Jelena Danilowa, Xenija Zybutowitsch und Jelena Morosowa zum ersten Titelgewinn des Landesverbandes auf Jugendebene bei den Frauen bei. Bereits 2004 hatte sie in der russischen A-Nationalmannschaft debütiert. Nationaltrainer Igor Schalimow berief sie in den Kader für die Europameisterschaft 2009, dort kam sie in der Gruppenphase zu einem Kurzeinsatz bei der 0:3-Niederlage gegen Schweden. 2013 stand sie im Kader von Nationaltrainer Sergei Lawrentjew, auch hier bestritt sie alle drei Turnierspiele der Auswahl bis zum Ausscheiden am Ende der Gruppenphase, beim 1:1-Unentschieden gegen Spanien erzielte sie den russischen Treffer.